# 羅繼華
羅繼華（Lo Kai Wah，1971年1月27日—），生於香港，已退役香港足球運動員，司職中場，持有亞洲足協A級教練執照，現時擔任香港超級聯賽球隊東方龍獅教練。

## 球會生涯
羅繼華生於香港，自小在大埔區的硬地球場踢足球，其後參加由香港足總主辦的暑期青少年訓練計劃，因表現出色而獲選拔到銀禧體育中心，接受正統技術訓練。
隨後，羅繼華加盟1980年代著名的麗新青年軍，期間獲由黃興桂執教的老牌球會東方邀請加盟，可惜當時其教練吳偉文希望他繼續留效。
最終羅繼華在1990年加盟東方展開球員生涯，並且是1990年代初雄霸香港球壇建立「東方王朝」的一員。
其後，羅繼華短暫效力好易通及星島。
直到1997年，羅繼華隨足主官永義加盟愉園，加盟後為球隊奪得多項重要錦標，直到2003年宣佈退役。
結束球員生涯後，羅繼華曾經在官永義旗下的永義國際從事品質檢查及製衣，翌年重返熟悉的球壇從事教練工作。

## 國際賽生涯
1991年，羅繼華首次入選香港代表隊，並在1991年11月9日的中山體育場竣工表演賽中首次以後備上陣，同季末入選亞洲盃外圍賽的香港隊大軍名單，他於1992年6月3日在北韓平壤舉行對澳門的比賽首次以正選上陣，自此一直成為香港隊在1990年代至千禧年代的主力。

## 教練生涯

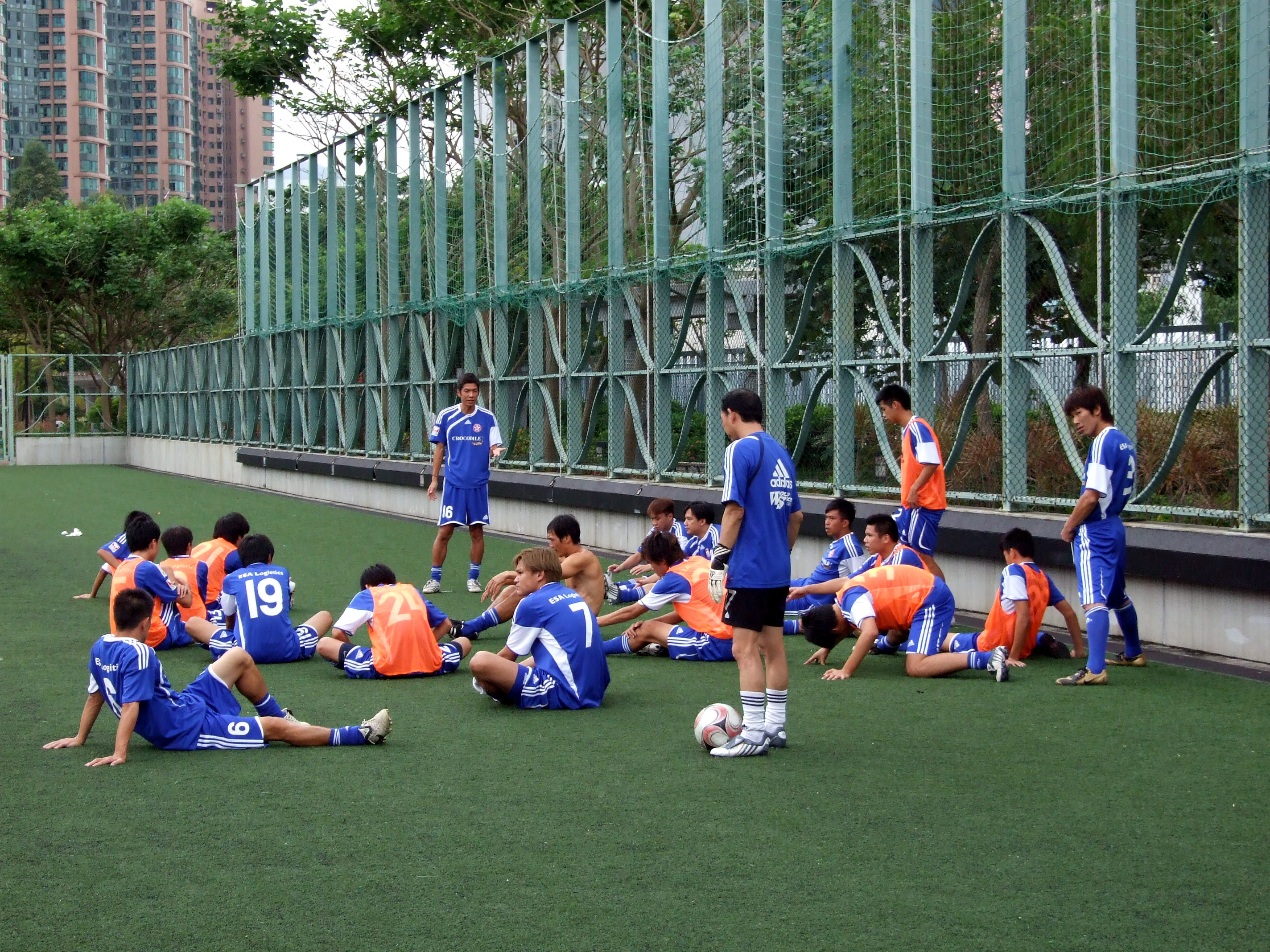
羅繼華在東方賽前訓話

2007年，羅繼華獲愉園提升，取代前巴西籍教練列卡度為暫代教練，直到2007/08球季首次擔任教練，並獲得陳鴻平出任總教練，協助調配工作。
同年5月，由於黎新祥辭去香港代表隊教練之職，香港足球總會高層落實由李健和，陳曉明及羅繼華合作帶領香港隊出戰東亞足球錦標賽預賽。再於8月，黎新祥落實重新執教香港代表隊，並邀請羅繼華及譚兆偉擔任助教。
直到2008年5月，由於愉園班主官永義宣布離隊，導致羅繼華和其他職員不獲續用，故他重返母會東方，與昔日隊友李健和一同擔任教練。
2009年，由於黎新祥患上肺癌，需要留港接受治療，香港足總決定由羅繼華代其領軍出戰全運會足球預賽。
2008/09年度球季結束後，東方退出甲組行列，自動降落丙組作賽，而為了協助陣中的青年軍球員成長，羅繼華、李健和及鍾皓賢擔任教練兼球員，結果打造一支連續3季稱霸丙組聯賽的無敵之師。
2009年，羅繼華開始兼任香港U18代表隊教練，與領隊鄧竟成一同領軍參加2011年4月6日至4月14日在廣東舉行的第七屆城運會足球預賽。
隨後，羅繼華一直擔任東方青年軍教練，培育新血，直到2017/18球季加入東方龍獅一隊的教練團，協助陣中相對較為年輕球員成長。

## 個人榮譽
- 香港足球明星選舉 最佳年青球員（1992–93季度）
- 香港足球明星選舉 最佳十一人（1992–93、1993–94、1994–95、1996–97、1997–98、2000–01、2001–02季度）

## 外部連結
- 香港足球總會網頁球員註冊資料 （页面存档备份，存于）